# Gonzalo de Solórzano
Gonzalo de Solórzano y de las Muelas (Torralba, Cuenca - Noreña, Asturias, 1580), fue un eclesiástico español que llegó a ser obispo de Mondoñedo y Oviedo y de Santiago de Cuba

## Biografía
Nació en Torralba de Cuenca en fecha desconocida, hijo de Gonzalo de las Muelas y Catalina de Solórzano. Obtuvo una beca en el Colegio Mayor de Cuenca, adscrito a la Universidad de Salamanca, en donde llegó a ser catedrático de escritura. Siendo Canónigo Magistral de Zamora, Carlos I le llamó para que ocupara la sede episcopal de Mondoñedo siendo promovido el 13 de enero de 1567. Admitió el nombramiento tras rechazar ser el Arzobispo de la Isla de Santo Domingo. Toma posesión del cargo el 12 de octubre de 1567.
Fue obispo de esta ciudad gallega de 1566 a 1570. Después de cuatro años el 18 de febrero de 1570 es nombrado obispo de Oviedo, lo que además le confería el título honorífico de Conde de Noreña. Fundó en su pueblo natal (donde acudió repetidas veces para administrar el Sacramento de la Confirmación) una capellanía dedicada a la conversión de San Pablo dotada con seis capellanes, obligando a dos de ellos a enseñar a los naturales torralbeños gramática, lectura, escritura y aritmética, dotando además a Torralba con una maestra de niñas. Fallecido en Noreña en 1580, su cadáver fue trasladado a su pueblo natal en 1582.
| Predecesor: Fray Pedro de Maldonado, O.F.M. | Obispo de Mondoñedo 1567–1570 | Sucesor: Antonio Luján Luján            |
| Predecesor: Juan Ayora                      | Obispo de Oviedo 1570–1580    | Sucesor: Francisco de Orantes y Villena |

- Datos: Q5883387